# Leucotrieno C4
Leucotrieno C4 (LTC4) é um tipo de leucotrieno.